# Willemien Aardenburg
Willemien Aardenburg   (Laren, 30 d'agost de 1966) és una jugadora d'hoquei sobre herba neerlandesa, ja retirada, que va competir durant la dècada de 1980.
El 1988 va prendre part en els Jocs Olímpics d'Estiu de Seül, on guanyà la medalla d'or en la competició d'hoquei sobre herba. Durant la seva carrera disputà 3 partits amb la selecció neerlandesa.